# Werner Schwab
stupido da pensare che è un caso.»
(Werner Schwab, durante la sua ultima intervista)
Werner Schwab (Graz, 4 febbraio 1958 – Graz, 1º gennaio 1994) è stato uno scrittore e drammaturgo austriaco.
Morto a 35 anni per overdose di alcol il giorno di capodanno del 1994, ha lasciato opere intrise di ironia feroce, irriverenza e impietosa schiettezza.
Drammaturgo definito maledetto e iconoclasta, pur raccontando il disfacimento dei corpi e la desolazione dell'esistenza (attraverso un linguaggio amaro e truce), Schwab immette nella sua opera un lirismo non privo di una tormentata tensione verso la spiritualità, tensione che ha caratterizzato la sua breve e travagliata vita. Dal punto di vista del linguaggio, l'opera di Schwab tende ad essere intensamente scatologica, ricca di immagini surreali di violenza e di degradazione. I suoi testi esplorano intensivamente la capacità della lingua tedesca di creare neologismi.
La sua opera più significativa è la tetralogia Drammi fecali (Fäkaliendramen), pubblicata in Italia da Ubulibri nella versione ridotta che ricalca l'omologa pubblicazione francese e riunisce tre dei lavori che compongono la raccolta originale: Le presidentesse (Die Präsidentinnen), Sovrappeso, insignificante: informe (Übergewicht, unwichtig: Unform) e Sterminio (Volksvernichtung oder Meine Leber ist sinnlos), ambientate in luoghi sudici e claustrofobici tra dipendenza da alcol e omicidi. 
Furono proprio le prime due commedie, pubblicate rispettivamente nel 1990 e del 1991, ad aprirgli, nel 1989, la via del successo nazionale.
Due anni prima di morire, con Sterminio vinse il premio come miglior autore dell'anno in lingua tedesca. 
Nel 2007 la versione italiana di Sterminio, nella stesura della drammaturga Sonia Antinori è andata in scena per la regia di Marco Martinelli e ha ricevuto il Premio Ubu come migliore novità straniera.
Schwab è stato anche artista e negli anni Settanta si è prodotto in bizzarre performance. Le atmosfere dei suoi scritti, i temi, la cupezza e l'ironia tagliente sono influenzati anche dalla sua forte passione per la musica. Il suo gruppo preferito era una band tedesca, gli Einstürzende Neubauten, il cui leader, Blixa Bargeld, ha fatto anche parte dei Bad Seeds, che accompagnano Nick Cave nei suoi album. 
Molto importante in Schwab il concetto di teatro visto come illusione: alla fine dei tre drammi fecali un secondo finale ribalta la visione del teatro e fa ritornare alla realtà, per distinguere appunto l'illusione teatrale dal reale. Le sue tematiche fanno riflettere l'uomo sul cosiddetto divorarsi a vicenda, ovvero l'uomo mangia uomo, espresso ed inteso in maniera letterale in Sovrappeso insignificante, informe; l'impossibilità di cambiare le cose all'interno di un condominio tiranneggiato dalla vecchia signora Cazzafuoco, è il tema di Sterminio; in Le presidentesse, il tema è quello dello sberleffo pesante e il duro ritorno alla realtà, per chi ne sia completamente fuori e viva in un altro mondo e le sue disperate conseguenze.
Sempre forte sono l'ironia e le sferzate di Schwab all'uomo in generale, gli avvertimenti all'uomo come con un campanello d'allarme. Opera molto più contemporanea ora di un tempo, rispecchia perfettamente l'attuale società ed il perbenismo inutile che la circonda e sulla quale aleggia.

## Accoglienza in Italia
In Italia l'opera di Werner Schwab è stata portata alla ribalta dal Collettivo Sch, un gruppo teatrale che, sostenuto dal Forum di Cultura Austriaco in Italia, ha allestito i Drammi fecali in una riscrittura contemporanea.

## Opere

### Drammi teatrali
- Die Präsidentinnen. 1990.
- Übergewicht, unwichtig: Unform. Ein europäisches Abendmahl. 1991.
- Volksvernichtung oder meine Leber ist sinnlos. 1991.
- Mein Hundemund. 1992.
- Mesalliance, aber wir ficken uns prächtig. 1992.
- Der Himmel mein Lieb meine sterbende Beute. 1992.
- Offene Gruben und offene Fenster. Ein Fall von Ersprechen. 1992.
- Pornogeographie. Sieben Gerüchte. 1993.
- Endlich tot, endlich keine Luft mehr. 1994.
- Mariedl/Antiklima(x). 1994.
- Faust:: Mein Brustkorb: Mein Helm. 1994.
- Troilluswahn und Cressidatheater. 1995.
- Eskalation ordinär. Ein Schwitzkastenschwank in sieben Affekten. 1995.

### Romanzi
- Joe Mc Vie alias Josef Thierschädl. 1988 (pubblicato nel 2007).

### Opere tradotte in italiano
- Drammi fecali [Fäkaliendramen, 1991], a cura di Roberto Menin, Milano, Ubulibri, 2000.